# 4-Aminobenzaldehid
A 4-aminobenzaldehid vagy para-aminobenzaldehid aromás szerves vegyület, az aminobenzaldehid egyik izomerje. Összeképlete C7H7NO.
Önmagával polikondenzációs reakcióban (N−C6H4−CH)n képlettel leírható, a poli(azometin)ek közé tartozó poli(4-aminobenzaldehid) polimert képez.

## Előállítása
4-nitrotoluol etanolos, valamint nátrium-szulfid és kén (utóbbiak nátrium-poliszulfidot képeznek) nátrium-hidroxidos vizes oldatának reakciójával állítható elő.

## Fordítás
- Ez a szócikk részben vagy egészben  a(z)   4-Aminobenzaldeído című portugál Wikipédia-szócikk ezen változatának fordításán alapul.  Az eredeti cikk szerkesztőit annak laptörténete sorolja fel. Ez a jelzés csupán a megfogalmazás eredetét és a szerzői jogokat jelzi, nem szolgál a cikkben szereplő információk forrásmegjelöléseként.